# Des Moines Capitols
Des Moines Capitols byl profesionální americký klub ledního hokeje, který sídlil v Des Moines ve státě Iowa. V letech 1972–1975 působil v profesionální soutěži International Hockey League. Capitols ve své poslední sezóně v IHL skončily ve čtvrtfinále play-off. Své domácí zápasy odehrával v hale Buccaneer Arena s kapacitou 3 408 diváků. Klubové barvy byly červená, zlatá a bílá.
Založen byl v roce 1972 po přejmenování týmu Des Moines Oak Leafs na Des Moines Capitols. Jednalo se o vítěze Turner Cupu ze sezóny 1973/74.

## Úspěchy
- Vítěz Turner Cupu ( 1× )
  - 1973/74

## Přehled ligové účasti
Zdroj: 
- 1972–1975: International Hockey League (Jižní divize)